# Saalmuellerana
Saalmuellerana is een geslacht van vlinders van de familie Uilen (Noctuidae), uit de onderfamilie Hadeninae.

## Soorten
- S. glebosa (Saalmüller, 1891)
- S. illota Viette, 1973
- S. media (Walker, 1857)
- S. rufimixta (Hampson, 1918)
- S. schoenheiti (Strand, 1912)